# Коберн, Эмма
Эмма Коберн (англ. Emma Coburn, род. 19 октября 1990 года в Боулдере, Колорадо, США) — американская легкоатлетка, специализируется в беге на 3000 метров с препятствиями. Бронзовый призёр летних Олимпийских игр 2016 года, чемпионка мира 2017 года.

## Карьера
Эмма окончила Колорадский университет. Участвовала в соревнованиях национальной ассоциации студенческого спорта. Дебютировала на международных соревнованиях в 2011 году на чемпионат мира в Тэгу, где заняла 12 место. В 2012 году на Олимпиаде в Лондоне заняла 9 место. В 2016 году на Олимпиаде в Рио-де-Жанейро стала бронзовым призёром. В 2017 году Эмма выиграла золотую медаль чемпионата мира, пробежав дистанцию за 9:02,58 и обновив рекорд чемпионатов мира.
На предолимпийском чемпионате планеты, который проходил в Дохе (Катар), американская спортсменка завоевала серебряную медаль прибежав второй в забеге на 3000 метров с препятствиями и показав результат 9:02,35.

## Основные результаты
| Год  | Соревнования               | Место проведения         | Результат | Время      |
| ---- | -------------------------- | ------------------------ | --------- | ---------- |
| 2011 | Чемпионат мира             | Тэгу, Южная Корея        | 12        | 9:51,40    |
| 2012 | Летние Олимпийские игры    | Лондон, Великобритания   | 8         | 9:23,54    |
| 2014 | Континентальный кубок IAAF | Марракеш, Марокко        | 1         | 9:50,67    |
| 2015 | Чемпионат мира             | Пекин, Китай             | 5         | 9:21,78    |
| 2016 | Летние Олимпийские игры    | Рио-де-Жанейро, Бразилия | 3         | 9:07,63    |
| 2017 | Чемпионат мира             | Лондон, Великобритания   | 1         | 9:02,58 CR |
| 2019 | Чемпионат мира             | Доха, Катар              | 2         | 9:02,35    |